# Gobiconodon ostromi
A Gobiconodon ostromi az emlősök (Mammalia) osztályának a Gobiconodonta rendjébe, ezen belül a Gobiconodontidae családjába tartozó faj.

## Tudnivalók
A Gobiconodon ostromi fajt eddig csak az Amerikai Egyesült Államokban (Cloverly Formation) fedezték fel. Az állat az apti korszaktól az albai korszakig élt, vagyis 125 - 99,6 millió évvel ezelőtt.
Eddig csak két hiányos csontvázat találtak ebből a fajból. A két holotípus neve: MCZ 19965 és MCZ 19860.

### Fordítás
Ez a szócikk részben vagy egészben  a   Gobiconodon című angol Wikipédia-szócikk fordításán alapul.  Az eredeti cikk szerkesztőit annak laptörténete sorolja fel. Ez a jelzés csupán a megfogalmazás eredetét és a szerzői jogokat jelzi, nem szolgál a cikkben szereplő információk forrásmegjelöléseként.